# Aspalathus chenopoda
Aspalathus chenopoda är en ärtväxtart som beskrevs av Carl von Linné. Aspalathus chenopoda ingår i släktet Aspalathus och familjen ärtväxter.

## Underarter
Arten delas in i följande underarter:
- A. c. chenopoda
- A. c. gracilis